# The Roots Radics
A Roots Radics zenekart 1978-ban hozta létre Errol "Flabba Holt" Carter (basszusgitár) és Bingi Bunny (gitár), valamint néhány más zenész.
Az 1980-as évek első felében fontos szerepet játszottak a jamaicai zenei életben.
A Roots Radics együtt zenélt többek között Gregory Isaacs, Bunny Wailer, Israel Vibration és más művészekkel, valamint kiadtak néhány saját lemezt is.

## Tagok
- Errol "Flabba Holt" Carter - basszusgitár
- Lincoln Valentine "Style" Scott - ütősök
- Eric "Bingi Bunny" Lamont - gitár
- Dwight Pinkney - gitár
- Carl "Bridge" Ayton - ütősök
- Wycliffe "Steelie" Johnson - billentyűsök
- Cleveland "Clevie" Browne - ütősök
- Earl Fitzsimmons- billentyűsök
- Winston Wright - orgona
- Gladstone "Gladdy" Anderson - zongora
- Sky Juice - ütősök

## Lemezek
- Johnny Osbourne meets The Roots Radics - 1980-1981 Vintage (1980-81)
- King Tubby meets The Roots Radics - Dangerous Dub (1981)
- Gregory Isaacs - Night Nurse (1982)
- Bunny Wailer - Roots Radics Rockers Reggae (1983)
- Israel Vibration - Why You So Craven (1982), Pay The Piper (1998)
- Roots Radics - Forward Ever, Backward Never (1990)

## Külső hivatkozások
- https://web.archive.org/web/20071027100735/http://roots-archives.com/artist/159
- http://www.discogs.com/artist/Roots+Radics,+The
- https://web.archive.org/web/20071028180109/http://www.reggae-reviews.com/rootsradics.html